# Krio de Morto
Krio de Morto (eo: Schrei des Todes) ist eine 1984 in Posen gegründete polnische Musikgruppe. Ihr Stil ist laut eigener Aussage eine Mischung aus Hardcore, Punk, Rock und Industrial.

## Geschichte
Bis zum Jahr 1999 veröffentlichte die Gruppe vier Kassetten. Ihre erste CD Martoria, die darauf 2000 erschien, enthielt neben einigen polnischen Liedern vier in der Brückensprache Esperanto. Dies brachte der Gruppe erste Beachtung auch außerhalb der Grenzen Polens und Einladungen zu verschiedenen Treffen, etwa der Internationalen Woche der Deutschen Esperanto-Jugend oder dem Jugend-Weltkongress. 2003 erschienen sie zusammen mit neun anderen Künstlern aus insgesamt acht Nationen auf der Kompilation Elektrona Kompilo. Pläne, 2004 ein neues Album herauszugeben, hat die Band nicht verwirklicht. Sie gibt jedoch nach wie vor Konzerte.

## Diskografie
- Zabij… „Töte Deine Angst“ (Kassette)
- Z archiwum „Aus dem Archiv“ (Kassette)
- Tolerancja? „Toleranz?“ (Kassette)
- Martoria (2000; Kassette und CD-EP)
- Elektronika Kompilo (2003; Kompilation) – Titel Tekna frenezo